# Hotel Zagorje (predstava)
Hotel Zagorje kazališna je predstava nastala prema romanu Ivane Bodrožić u režiji Anice Tomić, a u produkciji Gradskog dramskog kazališta Gavella.

## Povijest
Predstava Hotel Zagorje premijerno je izvedena 14. veljače 2020. godine, te je vrlo brzo postala hit predstava GDK Gavella. Nastala je po popularnom istoimenom romanu Ivane Bodrožić, a u adaptaciji Jelene Kovačić i Anice Tomić. Predstava je osvojila Nagradu hrvatskog glumišta 2020. godine za najbolju predstavu, nagradu za najbolju predstavu na Festivalu glumca 2021., nagradu za najbolju predstavu u cjelini na Marulićevim danima, 2021. i nagradu „Nenad Šegvić“ za najbolju predstavu Festivala malih scena 2022. godne. 
Anica Tomić dobitnica je Nagrade hrvatskog glumišta za najbolju režiju, nagrade za režiju na Marulićevim danima, te na Festivalu malih scena u Rijeci. Dijana Vidušin dobitnica je nagrade za najbolje glumačko ostvarenje na Marulićevim danima kao i nagradu žirija čitatelja „Slobodne Dalmacije“.
Kritike su redom bile pozitivne pa je tako Bojana Radović zapisala u Večernjem listu: "Od pete godine idem u kazalište. Sad je to više od pet desetljeća. I baš nikada nisam doživjela da publika s predstave izlazi bez riječi, u potpunoj tišini, tišini koja svjedoči doživljenom, proživljenom, ali i poštovanju. Tako je publika otišla s predstave "Hotel Zagorje" u Gavelli, prve izvedbe nakon svečane premijere, autorskog projekta Anice Tomić I Jelene Kovačić, nastalog po motivima istoimenog romana Ivane Bordožić. Veliki roman tako je, nakon deset godina čekanja, dobio veliku predstavu."
4. svibnja 2024. održana je jubilarna 50. izvedba.

## Autorski tim
Autorice dramatizacije: Jelena Kovačić i Anica Tomić
 
Redateljica: Anica Tomić
 
Dramaturginja: Jelena Kovačić
 
Autor glazbe: Nenad Kovačić
 
Scenograf i autor video projekcija: Igor Vasiljev
 
Koreografkinja: Lada Petrovski Ternovšek
 
Kostimografkinja: Marita Ćopo
 
Oblikovatelj svjetla: Zdravko Stolnik
 
Asistent dramaturginje: Ninoslav Mrvelj
 
Asistentica scenografa: Paola Lugarić
 
Vizualni identitet predstave: Ivona Đogić Đurić
 
Autor fotografija: Jasenko Rasol

ANSAMBL PREDSTAVE
Ivana: Dijana Vidušin
 
Mama: Ksenija Pajić
 
Baka: Perica Martinović
 
Teta Slavica: Bojana Gregorić Vejzović
 
Zorica: Lana Meniga
 
Marina: Antonija Stanišić
 
Jelena: Ivana Bolanča
 
Nataša: Tena Nemet Brankov
 
Voditelj: Đorđe Kukuljica